# Amor líquid
Amor líquid és un concepte creat pel sociòleg polonès Zygmunt Bauman, desenvolupat en la seva obra Liquid love ("Amor líquid"; Cambridge: Polity, 2003). Tracta sobre la fragilitat dels vincles humans, per descriure el tipus de relacions interpersonals que es desenvolupen en la postmodernitat. Aquestes, segons l'autor, estan caracteritzades per la falta de solidesa, calidesa i per una tendència a ser cada vegada més fugaç, superficial, etèries i amb menor compromís. Encara que el concepte acostumi a utilitzar-se a les relacions basades en l'amor romàntic, Bauman també desenvolupa el concepte per parlar en general de la liquiditat de l'amor als altres.

## Desenvolupament del concepte
Bauman explica com en les societats del capitalisme avançat apareixen algunes tendències que afecten la forma d'entendre les relacions personals. La tendència a l'individualisme fa veure a les relacions fortes com un perill pels valors de l'autonomia personal. A això s'uneix la generalització de la ideologia consumista que provoca la mercantilització de diferents àmbits de vida. En aquest sentit, la resta de persones comencen a ser mercaderies per donar satisfacció a una necessitat, i l'amor es transforma en una sort de consum mutu guiat per la racionalitat economicista on l'ethos econòmic envaeix les relacions personals.
En aquest context els vincles afectius estables es transformen en una hipoteca. La idea del matrimoni catòlic, fins que la mort ens separi, és un termini inassolible en una societat marcada per l'etern present i utilitzar i llençar de la societat de consum.
| «                  | Viure junts –per exemple- obté l'atractiu dels qui no tenen els vincles d'afinitat. Les seves intencions són modestes, no es fan promeses i les declaracions quan existeixen no són solemnes ni estan acompanyades amb música de corda i mans enllaçades. Gairebé mai hi ha una congregació com a testimoni ni cap plenipotenciari del cel per consagrar la unió. Cadascú demana menys, es conforma amb menys i, per tant, hi ha una hipoteca menor a pagar i el termini del pagament és menys descoratjador. | » |
| — Z. Bauman (2018) | |   |

Per en Bauman les relacions per Internet es transformen en el model que s'exporta a la resta de relacions de la vida real. De fet, més que les relacions, es busquen connexions, ja que aquestes no necessiten implicació ni profunditat, en les connexions cadascú decideix quan i com connectar-se, i sempre es pot polsar la tecla suprimir.
| «                  | En una vida de contínua emergència, les relacions virtuals superen fàcilment el real. Encara que és davant de tot el món offline el que impulsa als joves a estar constantment en moviment, aquestes pressions serien útils sense la capacitat electrònica de multiplicar les trobades interpersonals, el que les confereix un caràcter fugaç, d'un sol ús i superficial. Les relacions virtuals estan proveïdes de les tecles suprimir i spam que protegeixen de les pesades conseqüències (sobretot, la pèrdua del temps) de la interacció en profunditat. | » |
| — Z. Bauman (2011) | |   |

Bauman descriu l'amor actual com un producte d'un individualisme exacerbat, que s'ha tornat un joc: un joc de riscos, modern, complex, on el secret és no deixar les portes tancades a la resta de relacions; aquestes són considerades connexions que poden ser desconnectades davant de qualsevol signe de debilitat o avorriment, l'única forma de tenir al dia les relacions és mai perdre la màgia.
El postmodernisme del qual parla Bauman és producte de les relacions capitalistes actuals, on no existeix res segur, on la incertesa és el pa de cada dia i l'única constant és la falta de la pertinència, de l'afiliació, la fi de les ideologies. El postmodernisme porta com a conseqüència l'hedonisme. Aquest, més que una aberració minoritària, es transforma en el camí cada vegada més transitat, sent la satisfacció immediata, el narcisisme i les tendències banals i les característiques definitòries de l'individu actual.
Per això l'amor s'ha tornat líquid, flueix, canvia constantment i agafa camins inesperats, de la mateixa forma en la qual canvia l'individu. Ja res és sòlid com ho va ser al passat –al qual Bauman es refereix amb valors més ferms i menys volubles.

## Crítiques
Gil Calvo encapsula el concepte dins del pensament dèbil dels assajos postmoderns -que ell denomina irònicament assajament líquid- considerant que l'obra de Bauman no crea conceptes originals, sinó que recicla teories antigues amb un fi comercial.
Des dels estudis de gènere s'ha fet una crítica al concepte per no fer una anàlisi de les diferències formes d'entendre l'amor que històricament han tingut homes i dones.
En aquest sentit, autors com Matamoros sostenen que tradicionalment les dones amaven sòlidament mentre que els homes amaven líquidament. Per allò proposa el replantejament de les tesis de Bauman en termes de ¿per què ara les dones també amen líquidament? Una possible resposta seria plantejar l'amor com una possible amenaça de la independència personal. El sistema patriarcal ha provocat que, mentre que històricament els homes sempre han pogut conceptualitzar així les relacions, per les dones ha sigut possible a les últimes dècades.